# Üzlet bármi áron
Az Üzlet bármi áron (eredeti cím: Unfinished Business)  2015-ös amerikai filmvígjáték, melyet Ken Scott rendezett és Steven Conrad írt. A főszereplők Vince Vaughn, Tom Wilkinson, Dave Franco, Sienna Miller, Nick Frost és James Marsden.
Az Amerikai Egyesült Államokban 2015. március 6-án mutatták be, Magyarországon egy nappal hamarabb szinkronizálva, március 5-én az InterCom Zrt. forgalmazásában.
A film többnyire negatív értékeléseket kapott a kritikusoktól. A Metacritic oldalán a film értékelése 32% a 100-ból, ami 26 véleményen alapul. A Rotten Tomatoeson az Üzlet bármi áron 12%-os minősítést kapott, 86 értékelés alapján.

## Cselekmény
Egy St. Louis-i kis üzlet keményen dolgozó tulajdonosa (Vince Vaughn) és két társa, egy idősebb és egy fiatalabb férfi (Tom Wilkinson és Dave Franco) Európába utazik, hogy megkössenek egy üzletet, ami nagyon fontos a számukra. Azonban az útjuk minden elképzelhető és elképzelhetetlen módon kisiklik, ebbe beleértve a nem tervezett szexfétiseket és a bulikat is, emellett a fontos ügyletükbe beleártja magát a cég régebbi főnöke, akinek célja ugyanaz, ami a főszereplőknek.

## Szereplők
| Színész            | Szereplő              | Magyar hang       |
| ------------------ | --------------------- | ----------------- |
| Vince Vaughn       | Daniel "Dan" Trunkman | Haás Vander Péter |
| Tom Wilkinson      | Timothy McWinters     | Szilágyi Tibor    |
| Dave Franco        | Mike Kolbi            | Hamvas Dániel     |
| James Marsden      | Jim Spinch            | Nagy Ervin        |
| Sienna Miller      | Chuck Portnoy         | Roatis Andrea     |
| Nick Frost         | Bill Whilmsley        | Scherer Péter     |
| June Diane Raphael | Susan Trunkman        | Pálfi Kata        |
| Ella Anderson      | Bess Trunkman         | Szűcs Anna Viola  |
| Britton Sear       | Paul Trunkman         | Bogdán Gergő      |

További magyar hangok: Vándor Éva, Szokol Péter, Tarján Péter, Kapácsy Miklós, Kis-Kovács Luca, Hirling Judit, Ács Balázs, Bálint Adrienn, Czető Zsanett, Fehér Péter, Grúber Zita, Gyurin Zsolt, Hábermann Lívia, Harcsik Róbert, Hegedüs Miklós, Katona Zoltán, Király Adrián, Kis Horváth Zoltán, Megyeri János, Mohácsi Nóra, Nikas Dániel, Seres Dániel, Szalay Csongor, Szrna Krisztián, Vida Sára, Tóth Szilvia